# 荷叶杯
荷叶杯，词牌名。源于唐教坊曲。《金奁集》记载宫调为双调。

## 词牌格式

### 格一
单调二十三字，六句四仄韵、两平韵。
中仄中平平仄 韵 
平仄 韵 
仄平平 平韵 
仄平平仄仄平仄 换仄韵 
平仄 仄韵 
仄平平 平韵

### 格二
双调五十字，前后段各五句，两仄韵、三平韵。
中仄仄平平仄 仄韵 
平仄 韵 
平仄仄平平 平韵 
中平平仄仄平平 韵 
平仄仄平平 韵
平仄仄平平 换仄韵 
平仄 韵 
平仄仄平平 换平韵 
中平平仄仄平平 韵 
平仄仄平平 韵

## 例词
一点露珠凝冷，波影，满池塘。
绿茎红艳两相乱，肠断，水风凉。——温庭筠
记得那年花下。深夜。初识谢娘时。水堂西面画帘垂。携手暗相期。
惆怅晓莺残月。相别。从此隔音尘。如今俱是异乡人。相见更无因。——韦庄